# Aaron McIntosh
Aaron McIntosh (Auckland, 7 de janeiro de 1972) é um velejador neo-zelandês de windsurfing.

## Carreira
Aaron McIntosh representou seu país nos Jogos Olímpicos de 1996 e 2000, na qual conquistou a medalha de bronze em 2000 na classe mistral. 